# Cairns
Cairns (ˈkɛərnz, [ˈkænz] ⓘ) ist eine Stadt im Norden von Queensland, Australien. Die Stadt diente bei ihrer Gründung im Jahre 1876 durch den damaligen Gouverneur von Queensland, William Wellington Cairns, ursprünglich als Exporthafen für Gold und andere Bodenschätze, die in den Minen westlich der Stadt gewonnen wurden. Im Laufe der Zeit wurde Zuckerrohr zum Hauptexportprodukt.

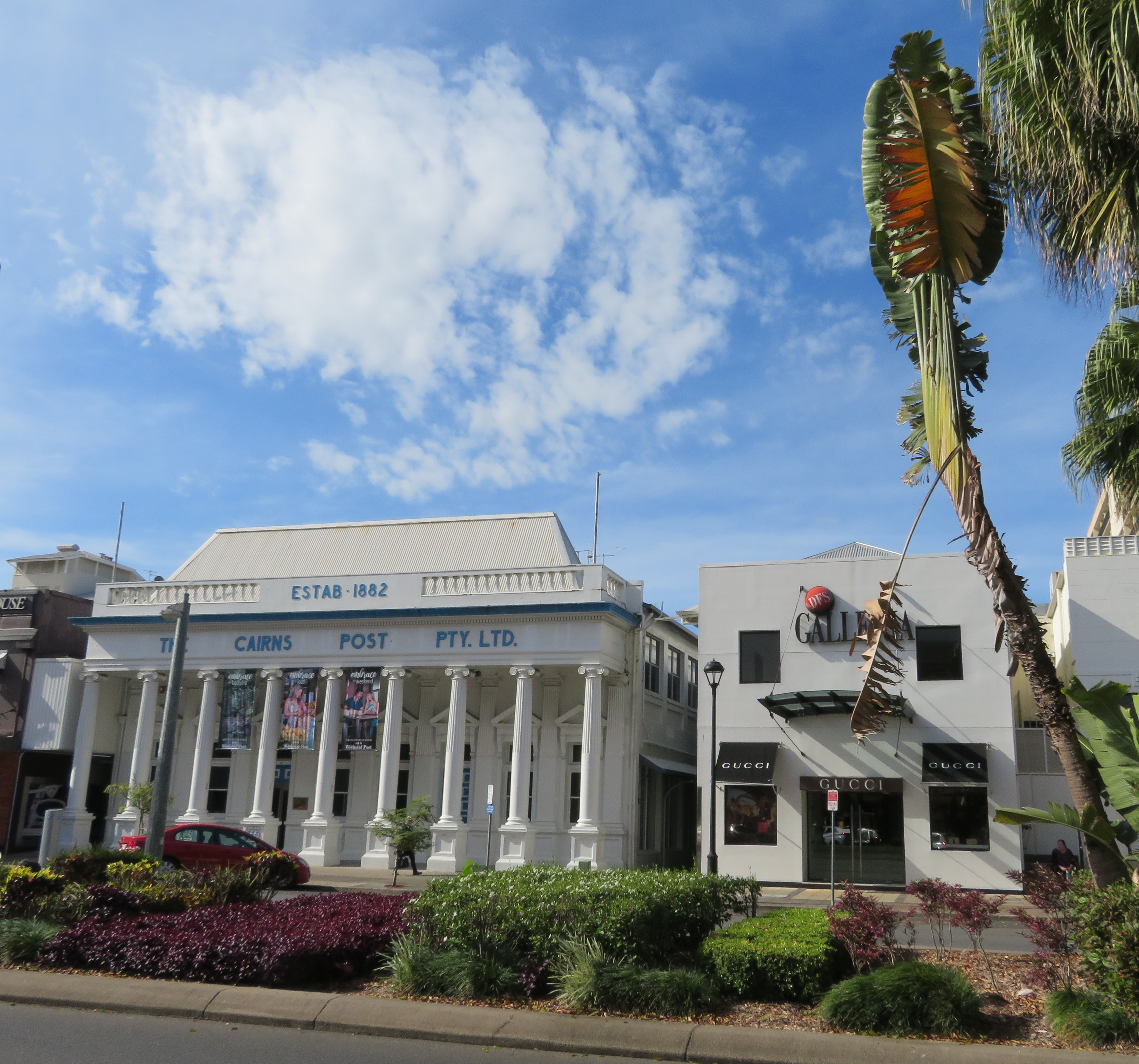
Verlagshaus der Zeitung „The Cairns Post“

## Lage
Aufgrund seiner Nähe zu vielen Attraktionen ist Cairns ein beliebtes Reiseziel für ausländische Touristen geworden und gilt bei vielen Rucksacktouristen als das Hauptreiseziel in Australien.
Mit dem Schnellboot erreicht man das Great Barrier Reef in anderthalb Stunden. Green Island und der Fitzroy-Island-Nationalpark sind beliebte Ziele bei einem Bootsausflug. Der Daintree-Nationalpark im Norden bietet seinen Besuchern das Erlebnis eines tropischen Regenwaldes. Im Westen befinden sich die Atherton Tablelands. Dieses Hochplateau bietet ein kühleres Klima im Vergleich zur tropischen Hitze der Küstenregion. In der näheren Umgebung befinden sich viele speziell für Touristen entwickelte Attraktionen, wie zum Beispiel der Tjapukai Aboriginal Cultural Park, die Skyrail, eine 7,5 km lange Seilbahn nach Kuranda oder das AJ Hackett Bungee Center im Regenwald. Obwohl Cairns direkt am Meer liegt, besitzt die Stadt keinen direkten Strandzugang im eigentlichen Sinne. Dafür gibt es eine künstlich angelegte Lagune, die mit Salzwasser gefüllt ist und somit sehr kinderfreundlich ist. An die Strandpromenade, die mit viel Aufwand modernisiert wurde, grenzt bei Ebbe eine hunderte Meter lange Schlammebene an, auf der kleine Mangroven wachsen. Allerdings sind wenige Kilometer weiter nördlich einige der schönsten Strände Queenslands zu finden (wie z. B. Trinity Beach). Der botanische Garten „The Flecker Botanical Gardens“ liegt 4 km vom Zentrum entfernt. In diesem tropischen Garten befinden sich seltene Pflanzen und Blumen: Titanwurz, Orchideen und Kannenpflanzen unter anderen.

## Verwaltung
Cairns gehört zum Verwaltungsgebiet Cairns Region. Im Gebiet der Stadt lebten zur Volkszählung 2016 156.901 Einwohner. Folgende Stadtteile und Orte gehören zu Cairns: Aeroglen, Aloomba, Babinda, Barron, Barron Gorge, Bayview Heights, Bentley Park, Bramston Beach, Brinsmead, Bungalow, Cairns City, Cairns North, Caravonica, Clifton Beach, Deeral, Earlville, East Russell, East Trinity, Edge Hill, Edmonton, Ellis Beach, Eubenangee, Fitzroy Island, Freshwater, Goldsborough, Gordonvale, Green Hill, Green Island, Holloways Beach, Kamerunga, Kanimbla, Kewarra Beach, Lamb Range, Macalister Range, Machans Beach, Manoora, Manunda, Mirriwinni, Mooroobool, Mount Peter, Mount Sheridan, Palm Cove, Parramatta Park, Portsmith, Redlynch, Smithfield, Stratford, Trinity Beach, Trinity Park, Westcourt, White Rock, Whitfield, Woopen Creek, Wooroonooran, Woree und Yorkeys Knob.

## Verkehr

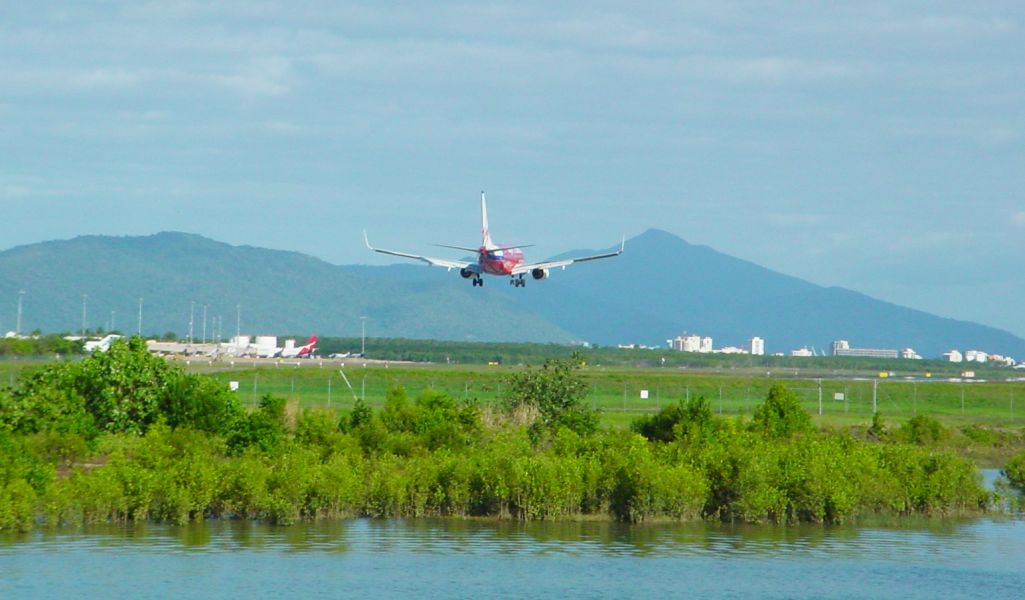
Flughafen von Cairns

Cairns besitzt sieben Kilometer nördlich der Stadt einen internationalen Flughafen und kann direkt aus Europa angeflogen werden.
Eine Eisenbahnlinie verbindet die Stadt im Süden mit Brisbane und reicht im Westen bis Forsayth. Auf der Bahnlinie zwischen Brisbane und Cairns wurde Ende 2013 eine neue Verbindung in Betrieb genommen, der „Spirit of Queensland“. Auf der rund 1.700 Kilometer langen Strecke hält der Zug in mehreren Stationen. Die gesamte Fahrzeit liegt bei rund 25 Stunden. Die andere Bahnlinie, die „Kuranda Scenic Railway“ genannt wird, wurde zwischen 1882 und 1891 erbaut. Die Reise Cairns bis Kuranda dauert etwa zwei Stunden. Neben den beiden in großer Kapspur gebauten Eisenbahnlinien gibt es das weit verzweigte Netz der Zuckerrohrbahnen mit einer Spurweite von 610 mm, das auch durch einige Quartiere von Cairns führt.
Der Bruce Highway (Nr. M1 oder A1) führt von Cairns nach Brisbane und der Captain Cook Highway (Nr. S44 oder A1) führt nach Port Douglas. Cairns besitzt an den Ufern des Cairns River einen Hafen, dessen Bedeutung kaum über die regionale Versorgung hinausgeht. Bedeutender ist die Anlegestelle für Kreuzfahrtschiffe, die dort regelmäßig Station machen.

## Wirtschaft und Infrastruktur

### Medizin
Die medizinische Versorgung der Stadt und des Hinterlandes wird durch das Cairns Base Hospital sichergestellt, das 1884 eröffnet wurde. Der Royal Flying Doctor Service ist ebenfalls in der Stadt situiert und versorgt von hier aus den Norden Australiens und angrenzende Länder wie Papua-Neuguinea. Der Stützpunkt in Cairns gilt als größter Standort der Flying Doctors in Australien.

### Sport
Mit Start und Ziel in Cairns findet jährlich im September, Oktober oder November seit 1995 das anspruchsvolle Mountainbike-Radrennen Crocodile Trophy über 8 Tagesetappen statt, organisiert von Gerhard Schönbacher.
Seit 2012 wird hier jährlich im Juni mit dem Ironman Cairns ein Triathlon über die Langdistanz (3,86 km Schwimmen, 180,2 km Radfahren und 42,195 km Laufen) ausgetragen.

## Klima
In Cairns herrscht tropisches Klima, es wird von feucht-heißen Monsunen bestimmt. Die Höchsttemperaturen können in der Zeit von November bis April rund 34 °C erreichen. In dieser Zeit ist auch die Luftfeuchtigkeit am höchsten. In den übrigen Monaten sinken die Temperaturen ein wenig und auch die Luftfeuchtigkeit ist geringer. Die Wassertemperatur beträgt 23 bis 28 Grad.
|                       | Jan  | Feb  | Mär  | Apr  | Mai  | Jun  | Jul  | Aug  | Sep  | Okt  | Nov  | Dez  |   |      |
| Mittl. Tagesmax. (°C) | 31,5 | 31,1 | 30,4 | 29,1 | 27,5 | 25,8 | 25,6 | 26,6 | 28,0 | 29,4 | 30,6 | 31,3 | ⌀ | 28,9 |
| Mittl. Tagesmin. (°C) | 23,6 | 23,6 | 23,0 | 21,6 | 20,0 | 17,6 | 16,9 | 17,5 | 18,7 | 20,6 | 22,4 | 23,3 | ⌀ | 20,7 |
|                       |      |      |      |      |      |      |      |      |      |      |      |      |   |      |
| Niederschlag (mm)     | 397  | 422  | 449  | 225  | 107  | 50   | 26   | 22   | 33   | 44   | 100  | 190  | Σ | 2065 |
|                       |      |      |      |      |      |      |      |      |      |      |      |      |   |      |
| Sonnenstunden (h/d)   | 6,7  | 6,1  | 6,1  | 6,4  | 6,3  | 7,5  | 7,2  | 8,0  | 8,3  | 8,6  | 8,2  | 7,7  | ⌀ | 7,3  |
|                       |      |      |      |      |      |      |      |      |      |      |      |      |   |      |
| Regentage (d)         | 14   | 15   | 17   | 15   | 11   | 6    | 5    | 5    | 4    | 5    | 8    | 10   | Σ | 115  |
|                       |      |      |      |      |      |      |      |      |      |      |      |      |   |      |
| Wassertemperatur (°C) | 27   | 28   | 28   | 27   | 26   | 25   | 24   | 23   | 24   | 25   | 26   | 26   | ⌀ | 25,7 |
|                       |      |      |      |      |      |      |      |      |      |      |      |      |   |      |
| Luftfeuchtigkeit (%)  | 77   | 79   | 79   | 78   | 77   | 74   | 73   | 72   | 70   | 70   | 72   | 74   | ⌀ | 74,6 |

| 23,6 |

| 23,6 |

| 23,0 |

| 21,6 |

| 20,0 |

| 17,6 |

| 16,9 |

| 17,5 |

| 18,7 |

| 20,6 |

| 22,4 |

| 23,3 |

| 23,6 |

| 23,6 |

| 23,0 |

| 21,6 |

| 20,0 |

| 17,6 |

| 16,9 |

| 17,5 |

| 18,7 |

| 20,6 |

| 22,4 |

| 23,3 |

Cairns liegt in der Zone tropischer Wirbelstürme (Zyklonen). Am 20. März 2006 verfehlte der Zyklon Larry mit Windgeschwindigkeiten von bis zu 290 km/h knapp die Stadt, als er an der Küste von Queensland einen Schaden von etwa 500 Millionen Australischen Dollar verursachte. Auch in der Nacht vom 2. auf den 3. Februar 2011 hatte Cairns Glück, als das Sturmzentrum des Zyklons Yasi südlich an der Stadt vorbeizog und nur geringe Schäden hinterließ.

## Architektur
Zu den wenigen historischen Gebäuden, die in Cairns erhalten geblieben sind, gehören das Cairns Museum, mit dessen Bau 1907 begonnen wurde, sowie das frühere 1929–30 erbaute Rathaus (City Council), das heute die Stadtbibliothek beherbergt, und das ehemalige Postamt von 1882 in der Lake Street. Das Gerichtsgebäude (Cairns Court House Complex) in der Abbot Street wurde 1919–21 erbaut, das ehemalige Central Hotel in der Lake Street 1908–09. Gut erhalten sind ebenfalls das Grand Hotel von 1926 sowie das 1928 errichtete Hides Hotel.
Das 2018 eröffnete moderne Performing Arts Centre bildet einen lebhaften Kontrast, vor dem Skulpturen stehen, die die Farben und kulturellen Ausdrucksformen der Aboriginal und Torres Strait Islander Peoples würdigen.
Eines der markantesten Kirchengebäude in Cairns ist die 1967–68 erbaute römisch-katholische St.-Monika-Kathedrale des Bistums Cairns, die unter anderem wegen ihrer modernen, farbenfrohen Glasfenster bekannt ist. Sie veranschaulichen die Erschaffung der Welt, wobei neben Aborigines in erster Linie in Australien vorkommende Pflanzen und Tiere – wie z. B. Kasuar, Waran und Känguru – dargestellt sind.

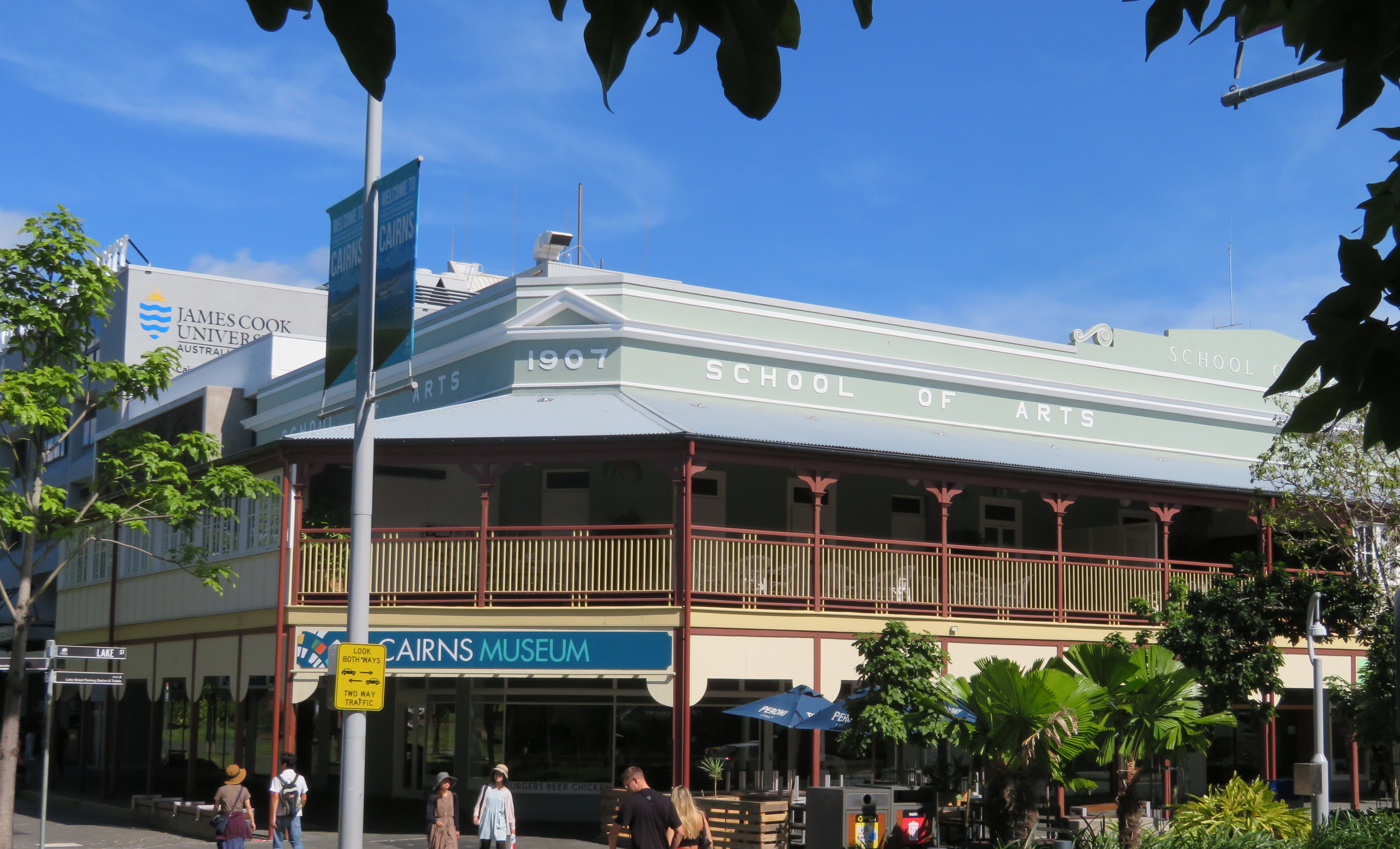
Cairns Museum
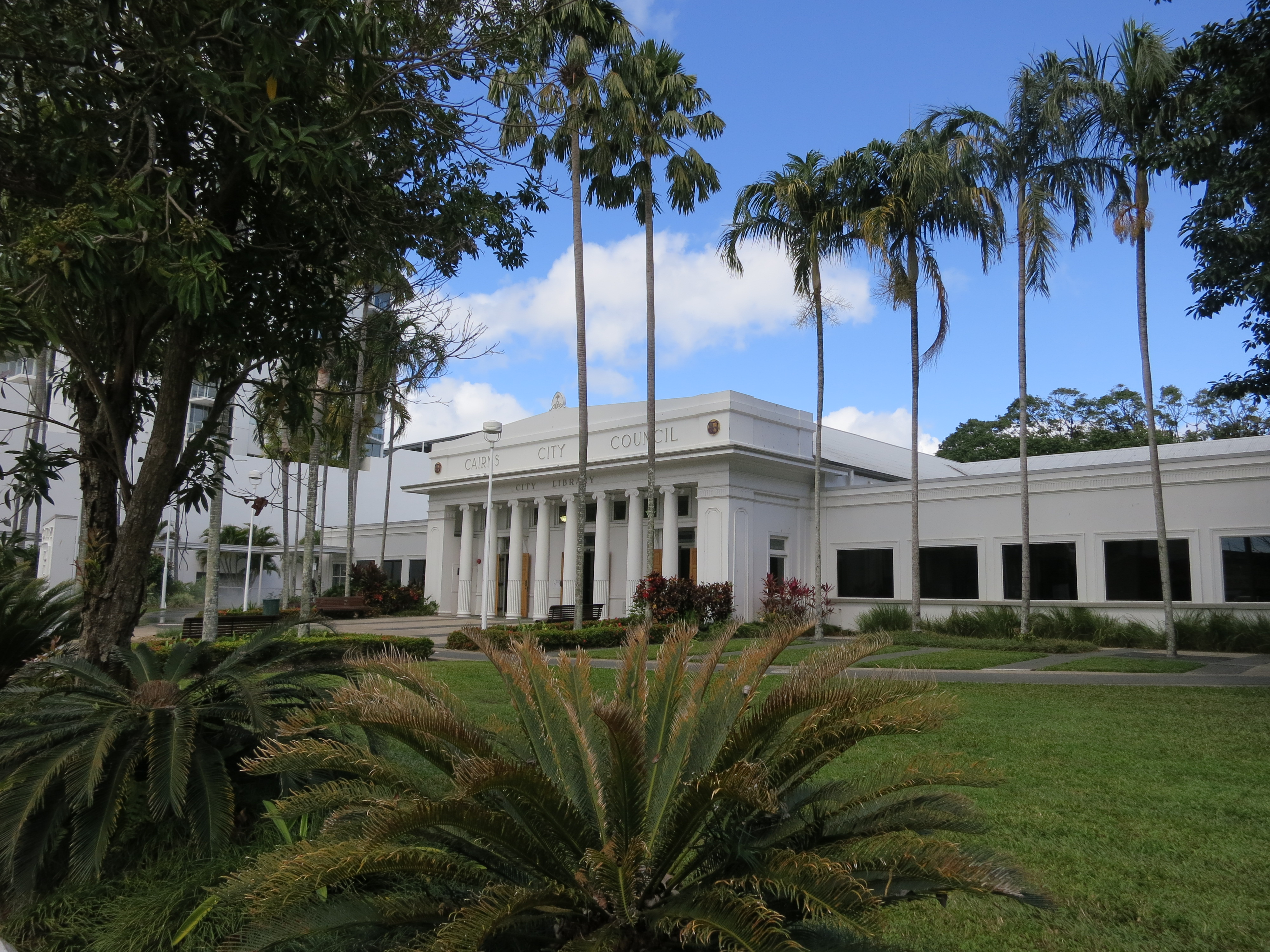
Ehemaliges Rathaus
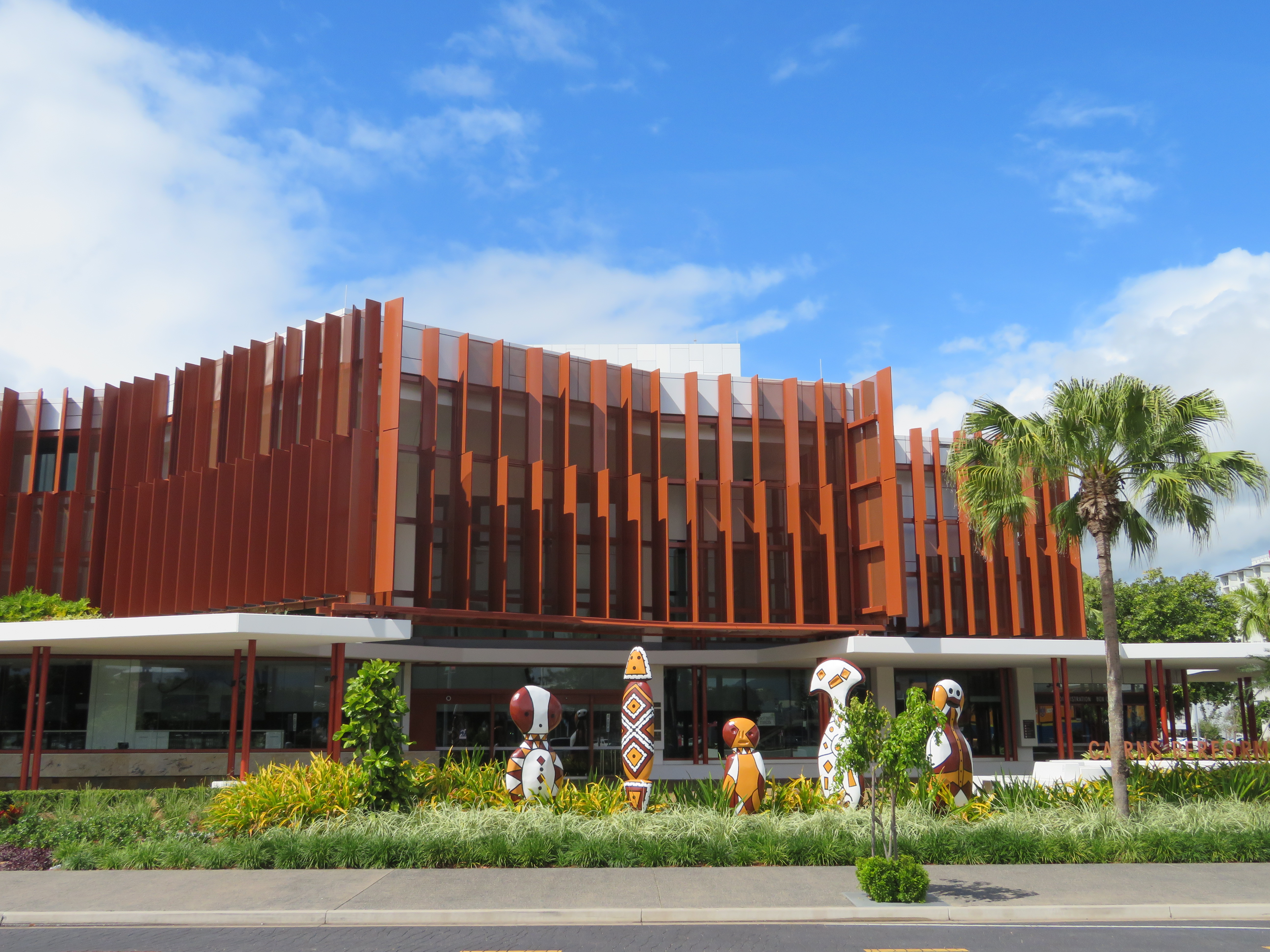
Performing Arts Centre
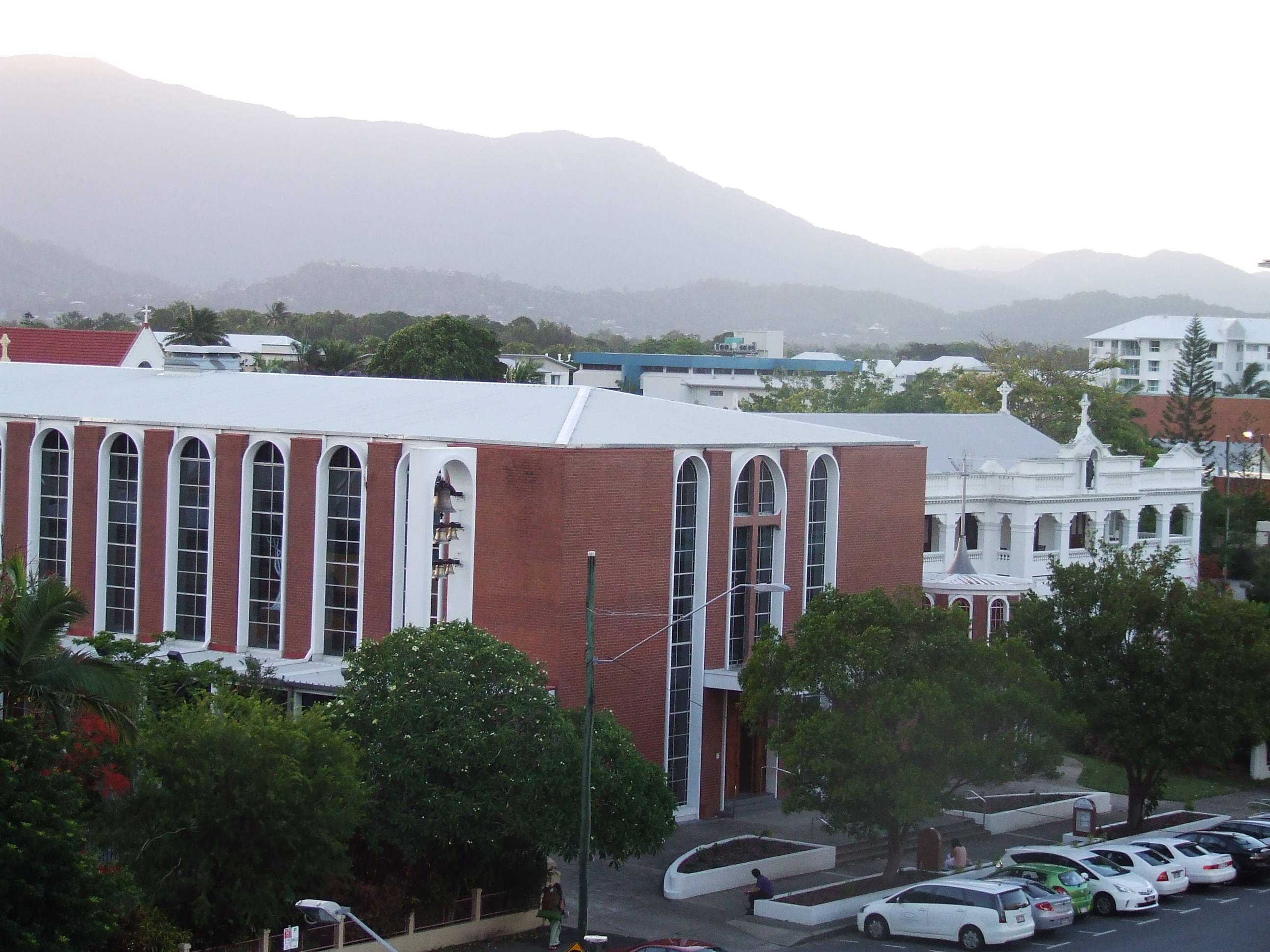
St. Monika-Kathedrale

## Grünanlagen

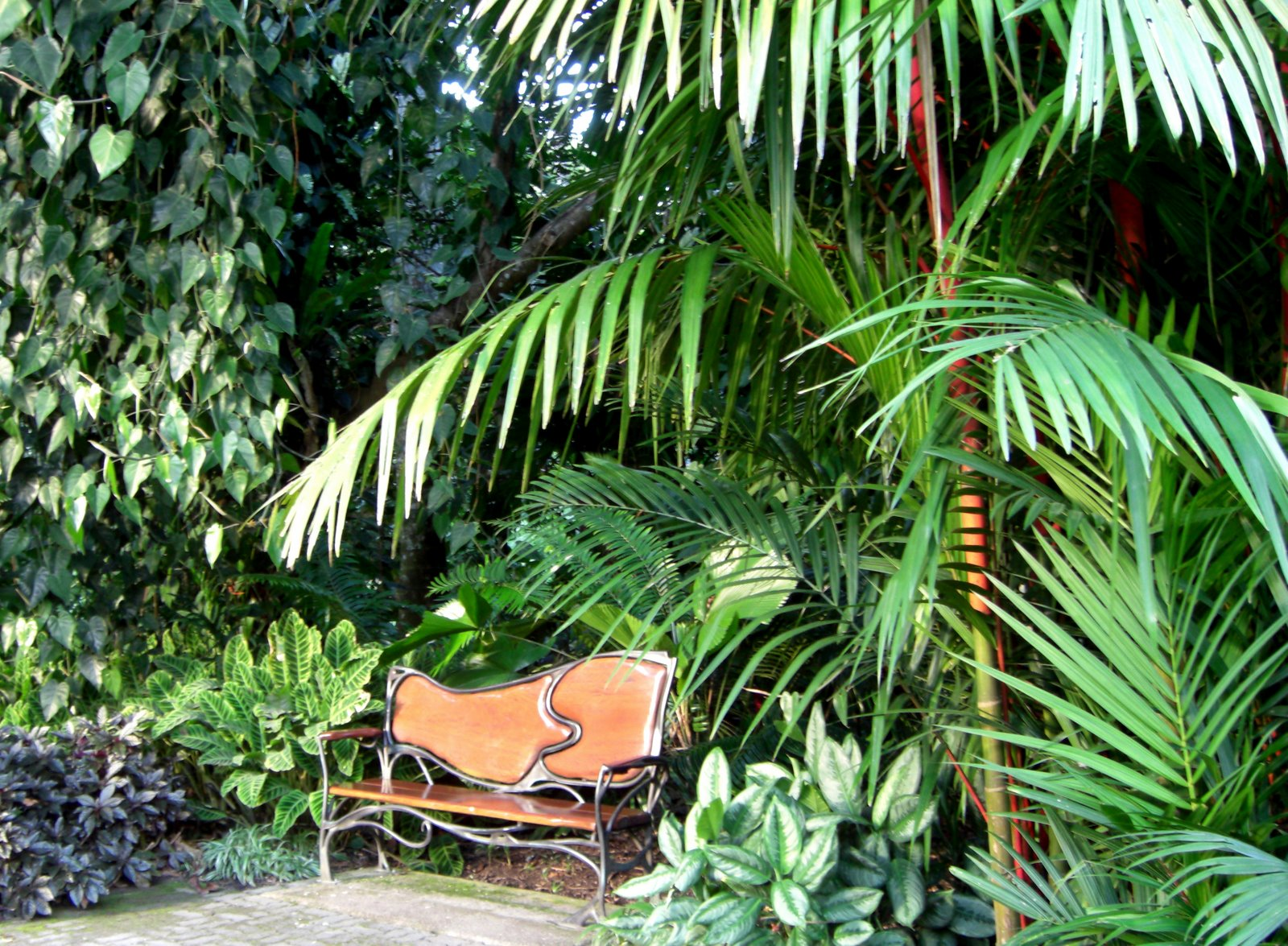
Flecker Botanical Gardens

Etwa vier Kilometer nordwestlich der Innenstadt dehnt sich der 38 ha große Botanische Garten (Flecker Botanic Garden) aus. An ihn schließt sich die Grünanlage Centenary Lakes mit zwei Süßwasserseen an, die 1975 anlässlich des 100. Jahrestages der Stadtgründung angelegt wurden. Neben den Seen wurde 2004–2007 der Zhanjiang Chinese Friendship Garden angelegt, der auf die chinesische Partnerstadt Zhanjiang von Cairns hinweist, und in dem Pflanzen sowohl chinesischer als auch australischer Herkunft zu sehen sind. Die Umgestaltung der Esplanade, einer langgestreckten Grünanlage am Meer, in der sich das 1925 errichtete Kriegerdenkmal Cairns Cenotaph erhebt, wurde 2004 abgeschlossen.

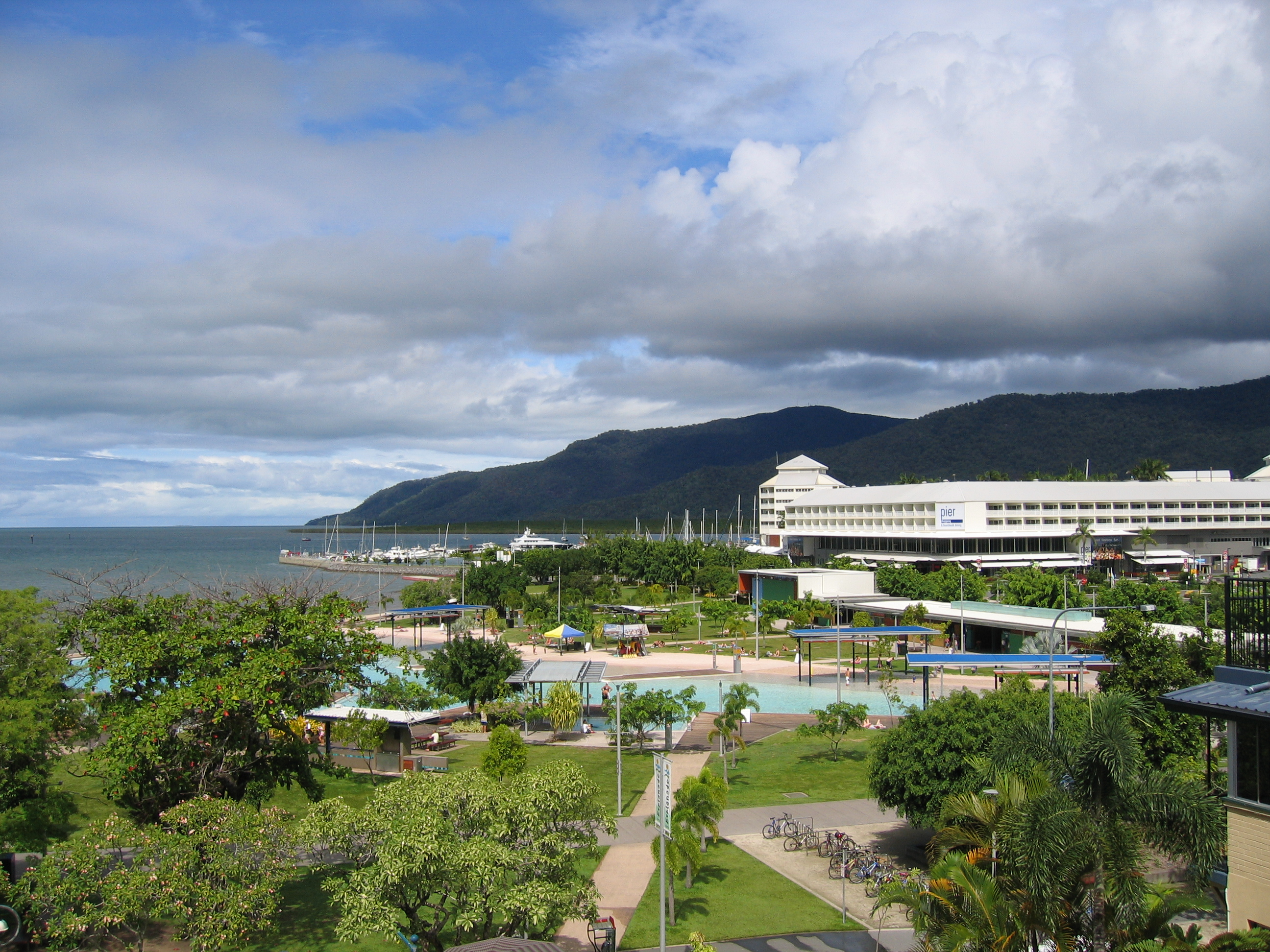
Die sogenannte Lagoon

In unmittelbarer Nähe der Marina und der neu angelegten Lagune befindet sich auf künstlich aufgeschüttetem Gelände der 2003 neu gestaltete Fogarty Park mit einer Musikmuschel (Soundshell), die oft für kulturelle Veranstaltungen genutzt wird. Im Stadtzentrum wurde um 1890 der Park Munro Martin Parklands angelegt, der seinen Namen 1954 erhielt und vorher „Norman Park“ hieß. Nach seiner Umgestaltung 2016 wurde er neu eröffnet, in ihm befindet sich unweit eines 2015 errichteten Obelisks und einer langgestreckten, mit rot blühenden Mucuna benettii bedeckten Pergola eine Freilichtbühne, deren Zuschauertribüne wie ein Amphitheater angelegt ist und 3 000 Sitzplätze bietet.
Der Tom McDonald Park befindet sich bei Palm Cove.

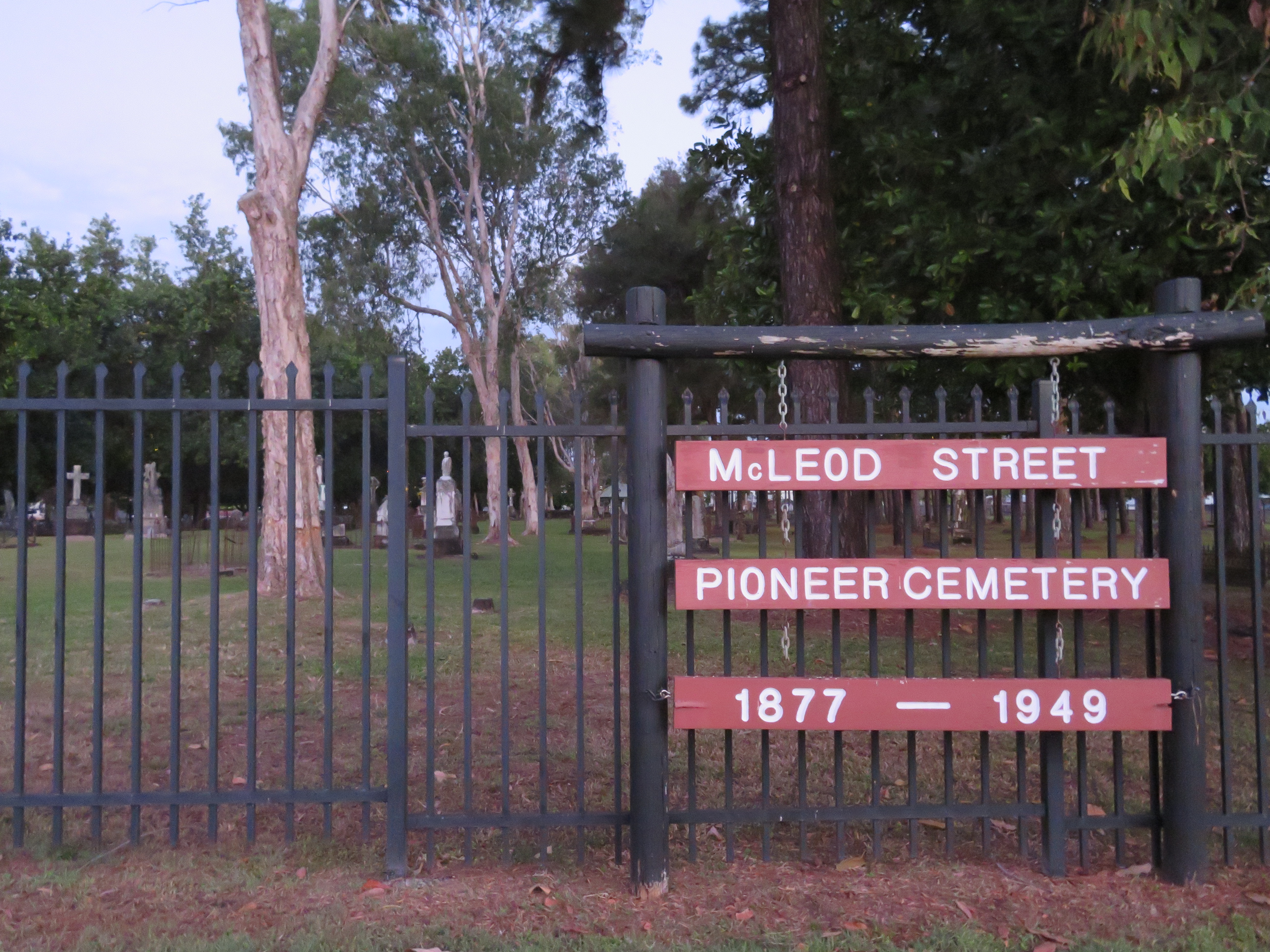
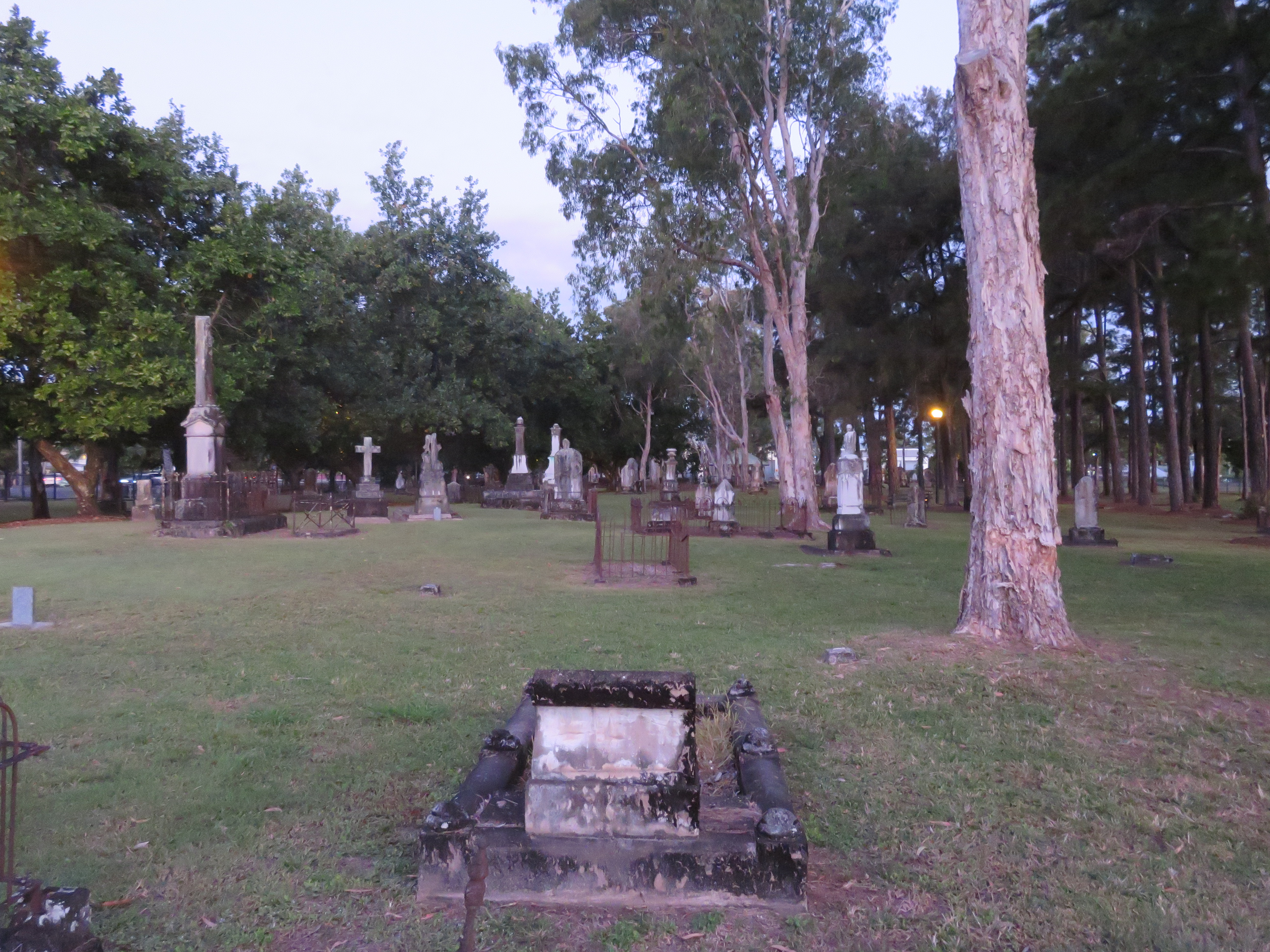

## Alter Friedhof
Etwas nördlich der Innenstadt befindet sich der älteste Friedhof der Stadt, der vier Hektar große McLeod Street Pioneer Cemetery in der McLeod Street an der Bahnlinie Kuranda Scenic Railway. Er wurde von 1877 bis 1954 genutzt und steht seit der Eintragung in das Queensland Heritage Register 1992 unter Denkmalschutz.

## Tourismus
Cairns befindet sich im australienweiten Vergleich an vierter Stelle der von internationalen Touristen bereisten Destinationen. Den ersten Rang nimmt Sydney, den zweiten Melbourne und den dritten die Gold Coast ein. Cairns wird als Tauchhauptstadt Australiens bezeichnet und ist der Startpunkt für viele Tauchsafaris und Tages-Tauchtouren im Great Barrier Reef. In Cairns selbst existieren mehrere große Ausbildungszentren, wo jährlich tausende Menschen das Tauchen erlernen oder sich im Gerätetauchen fortbilden. Cairns ist für Touristen der Ausgangspunkt zum Daintree Rainforest, zu den Atherton Tablelands, zur Kap-York-Halbinsel und den Torres-Strait-Inseln. Vorrangig zählen Kulturinstitutionen, Erholungseinrichtungen und Märkte zu den Sehenswürdigkeiten im inneren Stadtbereich. Über die Stadt- und Regionalgeschichte informiert das Cairns Museum. Klassische, moderne und traditionelle Kunst der Aborigines werden in der Cairns Regional Gallery ausgestellt. Beim Bolands Center und dem St Monicas College handelt es sich um die beiden wichtigsten historischen Gebäude des Stadtzentrums. Im Centre of Contemporary Arts haben die Organisationen JUTE Theatre Company, KickArts Contemporary Arts und End Credits Film Club ihren Sitz. Diese treten regelmäßig in den beiden Räumlichkeiten des Kunstzentrums auf oder organisieren Ausstellungen. Das Rondo Theatre ist ein weiteres bekanntes Schauspielhaus.
Natürliche Badestrände hat die Stadt nicht. An der circa drei Kilometer langen Esplanade wurden Spielplätze, Grünflächen, Sitzmöglichkeiten, BBQs, Informationstafeln und eine mit Salzwasser gefüllte Lagune errichtet. Während der Öffnungszeiten ist es hier möglich, unter Aufsicht von Bademeistern zu schwimmen. Gegenüber der Lagune liegt der Night Market, auf dem von Montag bis Freitag (17:00 Uhr bis 00:00 Uhr) Souvenirs, Massagen und asiatisches Essen erhältlich sind. An der durch das Stadtzentrum verlaufenden Grafton Street befindet sich der Rustys Market.
2017 wurde das Cairns Aquarium eröffnet, das die aquatischen Lebensräume und die biologische Vielfalt North Queenslands abbildet.

## Deutsches kulturelles Erbe
Spätestens 1896 hatte Cairns eine Liedertafel. Karl Aumüller, gebürtig 1829 in Nassau, war 1898 Bürgermeister von Cairns. Er verstarb 1901 plötzlich und unerwartet in Cairns. Heute erinnert die Aumuller Street an ihn. Etwa eineinhalb Kilometer westlich des Stadtzentrums, im Stadtteil Bungalow ist der auf das Jahr 1971 zurückgehende German Club Cairns, oder offiziell die German-Austrian-Swiss Association Far North Queensland. Bedienungen in Dirndln servieren dort in einem früheren Kirchengebäude Speisen nach deutscher Art.

## Besondere Ereignisse

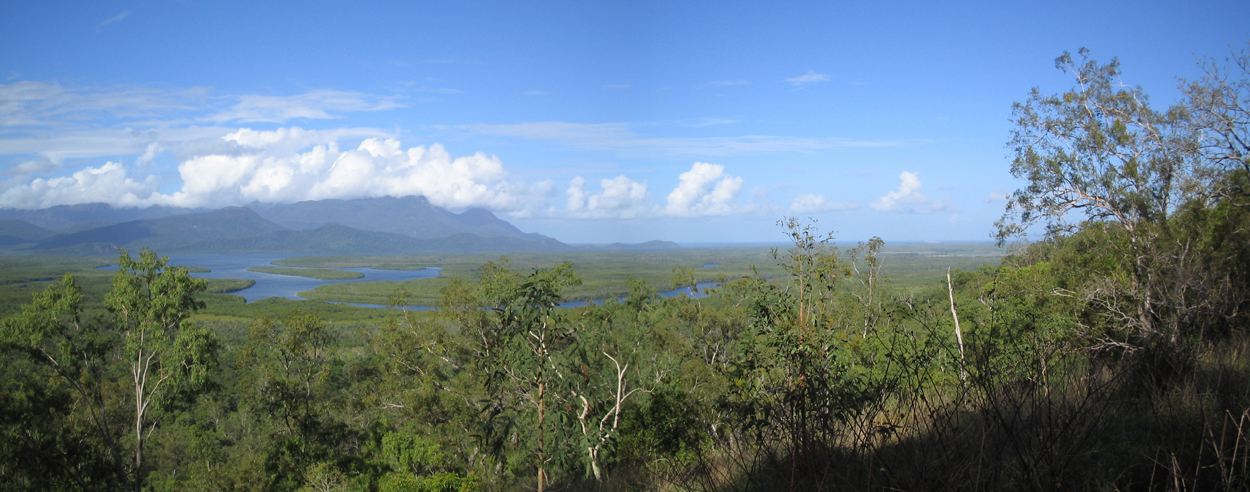
Vegetation zwischen Cairns und Townsville

Am 14. November 2012 (Ortszeit) lag Cairns als einzige größere Stadt im Totalitätsbereich einer totalen Sonnenfinsternis. Diese Sonnenfinsternis fand am Morgen kurz nach Sonnenaufgang statt. Die Phase der Totalität dauerte in Cairns zwei Minuten und vier Sekunden. Die Wetteraussichten waren verhältnismäßig günstig für die australische Ostküste (der durchschnittliche Bedeckungsgrad des Himmels liegt bei 40 Prozent). Tatsächlich verhinderten im Stadtgebiet von Cairns Wolken eine Beobachtung der Totalität, von den Northern Beaches, die sich nördlich an das Stadtgebiet anschließen, und aus dem bergigen Hinterland hatte man hingegen oft eine gute Sicht.
Am 12. August 2024 stürzte ein Hubschrauber auf das Dach des Hilton-Hotels Double Tree. Der Pilot, einziger Insasse, starb. Das Hotel geriet in Brand. Rund 400 Personen wurden vorsorglich evakuiert. Das Hotel liegt in einer Flugverbotszone. Laut Auskunft der Charterfirma Nautilus Aviation war der Flug nicht genehmigt.

## Städtepartnerschaften
Partnerstädte von Cairns sind:
- Minami, Japan, seit 1969
- Lae, Papua-Neuguinea (Morobe Province), seit 1984
- Sidney, Kanada (British Columbia), seit 1984
- Scottsdale, USA (Arizona), seit 1987
- Riga, Lettland, seit 1990
- Zhanjiang, Volksrepublik China, seit 2004
- Oyama, Japan, seit dem 15. Juni 2006

## Söhne und Töchter der Stadt
- Georgia Lee (1921–2010), Jazz-Sängerin
- James Douglas Byerlee (1927–2015), Geophysiker
- Judi Farr (1938–2023), Schauspielerin
- Patrick Johnson (* 1972), Leichtathlet
- Shane Stefanutto (* 1980), Fußballspieler
- Adam Hansen (* 1981), Radrennfahrer
- Zenon Caravella (* 1983), Fußballspieler
- Michael Hannah (* 1983), Downhill-Biker
- Emily Rosemond (* 1986), Bahnradsportlerin
- Tracey Hannah (* 1988), Downhill-Bikerin
- Rhys Wakefield (* 1988), Schauspieler
- Tahj Minniecon (* 1989), Fußballspieler
- Brenton Thwaites (* 1989), Schauspieler
- Ben Halloran (* 1992), Fußballspieler
- Jakara Anthony (* 1998), Freestyle-Skierin